# 19a Mostra Internacional de Cinema de Venècia
La 19a Mostra Internacional de Cinema de Venècia va tenir lloc del 24 d'agost al 7 de setembre de 1958.

## Jurat
- Jean Grémillon (França) (president del jurat)[2]
- Carlos Fernández Cuenca (Espanya)
- Piero Gadda Conti (Itàlia)
- Alberto Lattuada (Itàlia)
- Hidemi Ina (Japó)
- Friedrich Luft (Alemanya)
- Sergei Vasilyev (URSS)

## Pel·lícules en competició
| Títol original        | Director(s)         | País de producció |
| --------------------- | ------------------- | ----------------- |
| Muhōmatsu no isshō    | Hiroshi Inagaki     | Japó              |
| En cas de malheur     | Claude Autant-Lara  | França            |
| Une vie               | Alexandre Astruc    | França            |
| Narayama-bushi Kō     | Keisuke Kinoshita   | Japó              |
| Ósmy dzien tygodnia   | Aleksander Ford     | Polònia           |
| Nattens ljus          | Lars-Eric Kjellgren | Suècia            |
| Les Amants            | Louis Malle         | França            |
| The Black Orchid      | Martin Ritt         | Estats Units      |
| God's Little Acre     | Anthony Mann        | Estats Units      |
| The Horse's Mouth     | Ronald Neame        | Regne Unit        |
| Das Mädchen Rosemarie | Rolf Thiele         | Alemanya          |
| La sfida              | Francesco Rosi      | Itàlia            |
| Vlcí jáma             | Jiří Weiss          | Txèquia           |
| Otaraant qvrivi       | Mikheil Txiaureli   | Unió Soviètica    |

## Premis
- Lleó d'Or:
  - Muhōmatsu no isshō (Hiroshi Inagaki)
- Premi especial del jurat:
  - Les Amants (Louis Malle)
  - La sfida (Francesco Rosi)
- Copa Volpi:
  - Millor Actor - Alec Guinness - (The Horse's Mouth)
  - Millor Actriu - Sophia Loren - (The Black Orchid)
- Premi Nou Cinema 
  - Millor Pel·lícula - Vlcí jáma (Jiří Weiss)
  - Millor actriu - Jeanne Moreau - (Les amants)
- Premi San Giorgio 
  - La sfida (Francesco Rosi)
- Premi FIPRESCI 
  - Vlcí jáma (Jiří Weiss)
- Premi Pasinetti 
  - Das Mädchen Rosemarie (Rolf Thiele)
  - Seccions paral·leles - Maduixes silvestres (Ingmar Bergman) i Weddings and Babies (Morris Engel)
- Premi dels Clubs de Cinema Italians
  - Weddings and Babies (Morris Engel)